# Astillero, Mexiko
Astillero är en ort i Mexiko.   Den ligger i kommunen Zitlala och delstaten Guerrero, i den södra delen av landet, 190 km söder om huvudstaden Mexico City. Astillero ligger 1 617 meter över havet och antalet invånare är 448.
Terrängen runt Astillero är kuperad åt sydväst, men åt nordost är den bergig. Runt Astillero är det ganska glesbefolkat, med 40 invånare per kvadratkilometer. Närmaste större samhälle är Chilapa de Alvarez, 18,5 km söder om Astillero. I omgivningarna runt Astillero växer huvudsakligen savannskog.